# Ефимова, Юлия Андреевна
Ю́лия Андре́евна Ефи́мова (род. 3 апреля 1992, Грозный) — российская пловчиха, трёхкратный призёр Олимпийских игр 2012 и 2016 годов, шестикратная чемпионка мира, семикратная чемпионка Европы, многократная экс-рекордсменка мира, заслуженный мастер спорта России.
Рекордсмен по количеству медалей чемпионатов мира среди всех советских и российских пловцов — 17 (6 золотых, 7 серебряных, 4 бронзовые). Входит в 10-ку лучших в истории чемпионатов мира среди всех пловцов по общему количеству наград на индивидуальных дистанциях (15), среди всех женщин-пловчих уступает по этому показателю только Кэти Ледеки и Саре Шёстрём.
Победа Ефимовой на дистанции 50 метров брассом в Риме в 2009 году стала первой победой в бассейне для российского женского плавания на чемпионатах мира.

## Биография
Юлия Ефимова родилась в Грозном. В 1994 году из-за Первой чеченской войны ей с семьёй пришлось переехать в Волгодонск, где Юлия в шестилетнем возрасте начала тренироваться в СДЮШОР № 2 под руководством своего отца Андрея Михайловича Ефимова. Он решил записать Юлию официально в секцию для занятий, потому что его дочь и так там проводила много времени — дома ее оставить было не с кем. По утрам они совершали спортивную прогулку. Тренер старался разнообразить спортивный режим для того, чтобы ребенок не утратил интерес к занятиям. Когда Юлия стала мастером спорта, ее отец решил, что ей необходимо заниматься у другого тренера.
В 2005 году Ефимова переехала в Таганрог, где до 2011 года тренировалась у заслуженного тренера России Ирины Вятчаниной; именно под руководством Вятчаниной Юлия достигла первых серьезных успехов на международной арене.
Отец оказывал моральную поддержку, когда тренировки проходили тяжело, и Юлия Ефимова хотела все бросить и вернуться домой. Он уговаривал потерпеть, и заниматься дальше.
С марта 2011 по 2016 годы спортсменка проживала в Калифорнии и тренировалась у Дэвида Сало. После Олимпиады в Рио-де-Жанейро из-за допингового скандала с мельдонием Ефимовой пришлось расстаться с Сало. В настоящее время вновь тренируется под руководством отца.
Трёхкратная чемпионка Европы 2007 года в плавании на короткой воде (50, 100 и 200 метров брассом), чемпионка (200 метров брассом) и серебряный призёр (50 метров) чемпионата Европы 2008 года. Была рекордсменкой Европы и чемпионатов Европы на дистанции 100 метров брассом.

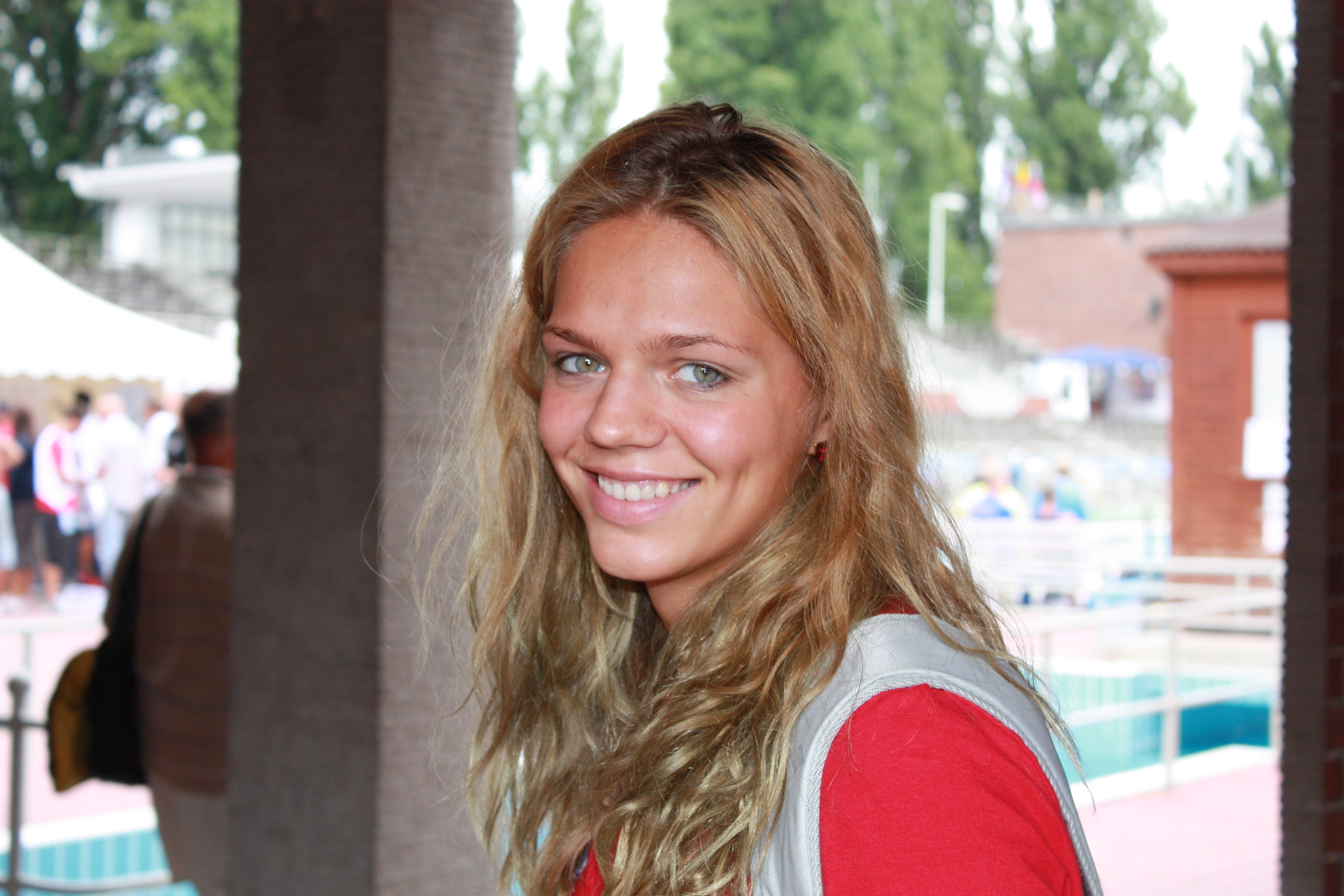
На чемпионате Европы в Будапеште в 2010 году

Участница Олимпийских игр 2008 года в Пекине, где заняла 4-е место на дистанции 100 метров и 5-е на 200 метров брассом.
В 2008 году Всероссийская федерация плавания признала Юлию Ефимову лучшей пловчихой страны и «Открытием года».
В 2010 году она завоевала две медали высшей пробы на чемпионате Европы по водным видам спорта 2010 на дистанциях 50 и 100 метров брассом.
На Олимпийских играх в Лондоне в 2012 году завоевала бронзовую медаль на дистанции 200 метров брассом с результатом 2.20,92 минуты.

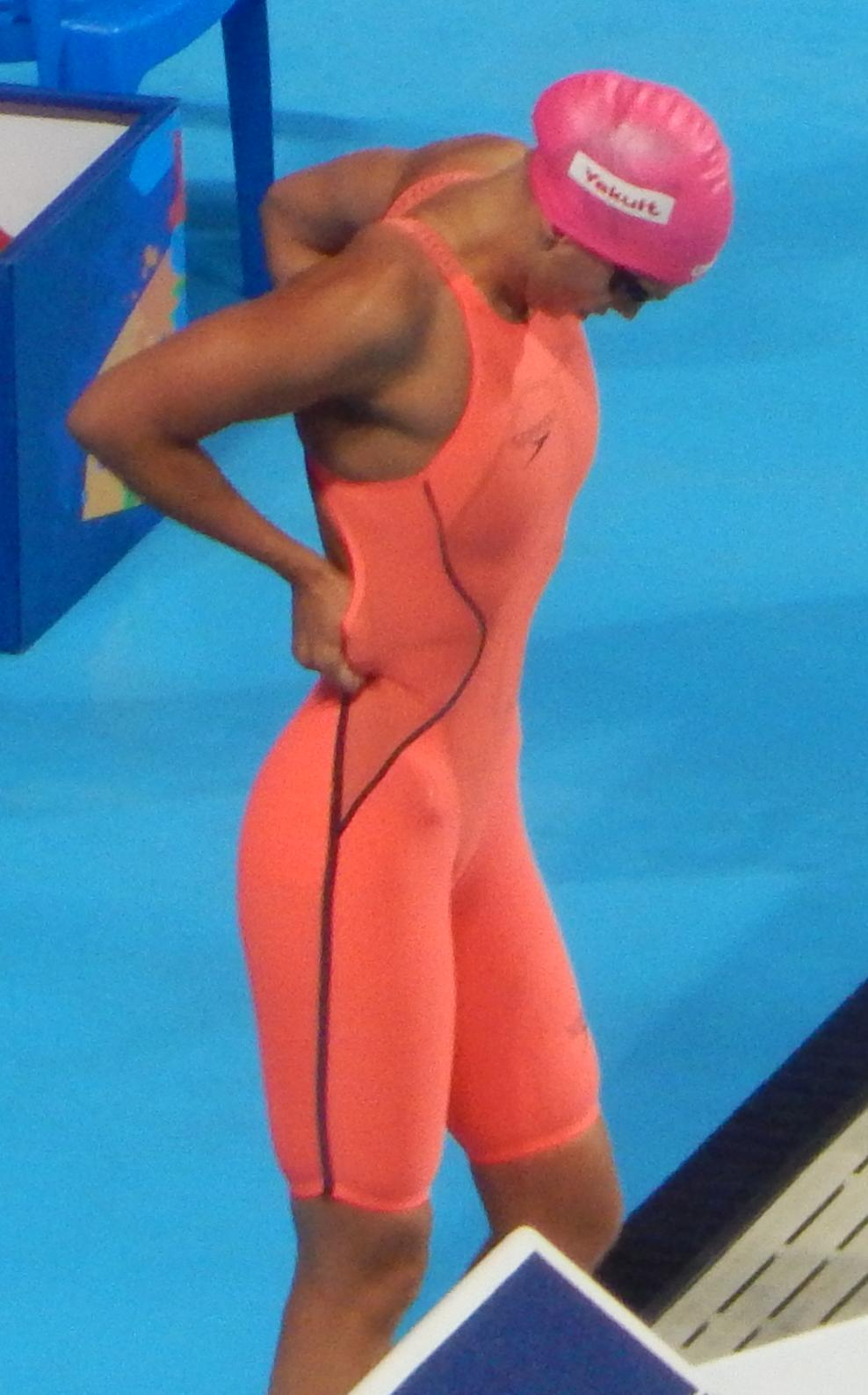
Перед финалом победного заплыва на 100 метров брассом на чемпионате мира 2015 года в Казани

В 2013 году на чемпионате мира в Барселоне завоевала золотую медаль на дистанции 200 метров, обогнав Рикке Педерсен и Майку Лоуренс, попутно обновив рекорд России, — 2.19,41 минуты. На дистанции 50 метров брассом обновила мировой рекорд в предварительном заплыве — 29,78 секунд. В полуфинале литовка Рута Мейлутите отобрала мировой рекорд у Ефимовой (29,48 секунд), но в финале россиянка показала время 29,52 секунд (новый рекорд России) и опередила литовку на 0,07 секунды, став трёхкратной чемпионкой мира в 50-метровом бассейне.
В январе 2014 года стало известно, что тест на допинг, сданный во внесоревновательный период в октябре 2013 года, дал положительный результат на наличие стероидного гормона дегидроэпиандростерона. Юлия Ефимова написала объяснительную, где признала употребление пищевой добавки, которая содержала запрещённые субстанции. Бывший главный тренер национальной команды Андрей Воронцов предположил, что биодобавки, которые применяла Ефимова, помогали спортсменке в борьбе с лишним весом. В результате, 13 мая 2014 года была дисквалифицирована на 1,5 года с 31 октября 2013 года до 28 февраля 2015 года, а также была лишена пяти медалей чемпионата Европы на короткой воде 2013 года.
В августе 2015 года, через пять месяцев после завершения срока дисквалификации, на чемпионате мира в Казани впервые в карьере выиграла золото на дистанции 100 метров брассом, показав в финале результат 1.05,66 минуты (на 0,06 секунды медленнее, чем в полуфинале). Рекордсменка мира и чемпионка мира 2013 года на этой дистанции Мейлутите отстала на 0,70 сек.
На дистанции 50 метров брассом выиграла бронзу с результатом 30,13 секунд (на 0,08 секунды медленнее чемпионки), а на 200-метровке брассом не смогла выйти в полуфинал, показав 17-й результат в предварительных заплывах при 16 квалифицирующихся в полуфинал. Юлия принесла России две из четырёх медалей, выигранных в плавании на домашнем чемпионате мира, в том числе единственную золотую.
С 17 марта по 12 июля 2016 года была временно отстранена от участия в соревнованиях в связи с возможным нарушением антидопинговых правил (употребление мельдония).
В июле 2016 года заняла первое место на турнире в Лос-Анджелесе (Los Angeles Invitational) в заплыве на 200 метров брассом, показав лучший результат в сезоне. Международная федерация плавания отказалась допустить спортсменку к Олимпийским играм 2016 года, однако спортсменка подала иск в Спортивный арбитражный суд, который отменил запрет на её участие в Олимпиаде. На Олимпийских играх 2016 года завоевала серебро на дистанции 100 метров брассом с результатом 1:05,50, чемпионка Лилли Кинг проплыла на 0,57 сек быстрее. На дистанции 200 метров брассом Ефимова также стала второй с результатом 2.21,97, отстав на 1,67 сек от чемпионки Риэ Канэто, для которой это была первая и единственная в карьере медаль Олимпийских игр и чемпионатов мира (в 50-метровых бассейнах).
На апрель 2019 года владела всеми национальными рекордами России в женском брассе.
В 2019 году на чемпионате мира в Кванджу завоевала весь комплект медалей в брассе (золото на 200 м, серебро на 100 м и бронзу на 50 м).
В мае 2021 года на чемпионат Европы в Будапеште на дистанции 200 метров брассом стала бронзовым призёром, показав время в финале 2:22,16. На дистанции 50 метров брассом также завоевала бронзовую медаль, проплыв в финале за 30,22. Также стала серебряным призёром в комбинированной эстафете 4×100 метров.
В июле 2021 года на Олимпийских играх в Токио заняла пятое место на дистанции 100 метров брассом (1:06.02), на дистанции 200 метров не выступала. Также плыла на предварительном этапе в комбинированной эстафете 4×100 метров и помогла сборной России выйти в финал с 7-го места. В финале этап брассом плыла Евгения Чикунова, россиянки стали 7-ми.
На Олимпийских играх 2024 года Ефимова не выступала. В декабре 2024 года выступила как нейтральный спортсмен на чемпионате мира на короткой воде в Будапеште. На дистанции 50 метров брассом заняла 11-е место (29,92), на дистанции 100 метров брассом заняла 10-е место (1:04.38), на дистанции 200 метров брассом стала 13-й (2:21.79).

## Выступления на Олимпийских играх и чемпионатах мира
| 2008 | Олимпийские игры | Пекин, Китай             |          |                              |          |
| 2008 | Олимпийские игры | Пекин, Китай             | 4        | 100 м брасс                  | 1.07,43  |
| 2008 | Олимпийские игры | Пекин, Китай             | 5        | 200 м брасс                  | 2.23,76  |
| 2008 | Олимпийские игры | Пекин, Китай             | 5        | Эстафета 4×100 м комб        | 3.57,84  |
| 2009 | Чемпионат мира   | Рим, Италия              |          |                              |          |
| 2009 | Чемпионат мира   | Рим, Италия              | 2        | 100 м брасс                  | 1.05,41  |
| 2009 | Чемпионат мира   | Рим, Италия              | 14(п/ф)  | 200 м брасс                  | 2.26,39  |
| 2009 | Чемпионат мира   | Рим, Италия              | 1        | 50 м брасс                   | 30,09 WR |
| 2011 | Чемпионат мира   | Шанхай, Китай            |          |                              |          |
| 2011 | Чемпионат мира   | Шанхай, Китай            | 4        | 100 м брасс                  | 1.06,56  |
| 2011 | Чемпионат мира   | Шанхай, Китай            | 2        | 200 м брасс                  | 2.22,22  |
| 2011 | Чемпионат мира   | Шанхай, Китай            | 4        | Эстафета 4×100 м комб        | 3.57,38  |
| 2011 | Чемпионат мира   | Шанхай, Китай            | 2        | 50 м брасс                   | 30,49    |
| 2012 | Олимпийские игры | Лондон, Великобритания   |          |                              |          |
| 2012 | Олимпийские игры | Лондон, Великобритания   | 7        | 100 м брасс                  | 1.06,98  |
| 2012 | Олимпийские игры | Лондон, Великобритания   | 3        | 200 м брасс                  | 2.20,92  |
| 2012 | Олимпийские игры | Лондон, Великобритания   | 4        | Эстафета 4×100 м комб        | 3.56,03  |
| 2013 | Чемпионат мира   | Барселона, Испания       |          |                              |          |
| 2013 | Чемпионат мира   | Барселона, Испания       | 2        | 100 м брасс                  | 1.05,02  |
| 2013 | Чемпионат мира   | Барселона, Испания       | 1        | 200 м брасс                  | 2.19,41  |
| 2013 | Чемпионат мира   | Барселона, Испания       | 1        | 50 м брасс                   | 29,52    |
| 2013 | Чемпионат мира   | Барселона, Испания       | 3        | Эстафета 4×100 м комб        | 3.56,47  |
| 2015 | Чемпионат мира   | Казань, Россия           |          |                              |          |
| 2015 | Чемпионат мира   | Казань, Россия           | 1        | 100 м брасс                  | 1.05,66  |
| 2015 | Чемпионат мира   | Казань, Россия           | 17 (з)   | 200 м брасс                  | 2.26,11  |
| 2015 | Чемпионат мира   | Казань, Россия           | 5        | Эстафета 4×100 м комб. микст | 3.44,83  |
| 2015 | Чемпионат мира   | Казань, Россия           | 3        | 50 м брасс                   | 30,13    |
| 2016 | Олимпийские игры | Рио-де-Жанейро, Бразилия |          |                              |          |
| 2016 | Олимпийские игры | Рио-де-Жанейро, Бразилия | 2        | 100 м брасс                  | 1.05,50  |
| 2016 | Олимпийские игры | Рио-де-Жанейро, Бразилия | 2        | 200 м брасс                  | 2.21,97  |
| 2016 | Олимпийские игры | Рио-де-Жанейро, Бразилия | 6        | Эстафета 4×100 м комб        | 3.55,66  |
| 2017 | Чемпионат мира   | Будапешт, Венгрия        |          |                              |          |
| 2017 | Чемпионат мира   | Будапешт, Венгрия        | 14 (п/ф) | 200 м комплекс               | 2.12,88  |
| 2017 | Чемпионат мира   | Будапешт, Венгрия        | 3        | 100 м брасс                  | 1.05,05  |
| 2017 | Чемпионат мира   | Будапешт, Венгрия        | 1        | 200 м брасс                  | 2.19,64  |
| 2017 | Чемпионат мира   | Будапешт, Венгрия        | 2        | 50 м брасс                   | 29,57    |
| 2017 | Чемпионат мира   | Будапешт, Венгрия        | 2        | Эстафета 4×100 м комб        | 3.53,38  |
| 2019 | Чемпионат мира   | Кванджу, Корея           |          |                              |          |
| 2019 | Чемпионат мира   | Кванджу, Корея           | 2        | 100 м брасс                  | 1.05,48  |
| 2019 | Чемпионат мира   | Кванджу, Корея           | 1        | 200 м брасс                  | 2.20,17  |
| 2019 | Чемпионат мира   | Кванджу, Корея           | 3        | 50 м брасс                   | 30,15    |

## Личная жизнь
В 2014-2016 годах встречалась с Никитой Лобинцевым.

## Награды
- «Серебряная лань» — лучший спортсмен года (Федерация спортивных журналистов России, 18 декабря 2013 года)[19]
- Орден Дружбы (25 августа 2016 года) — за высокие спортивные достижения на Играх XXXI Олимпиады 2016 года в городе Рио-де-Жанейро (Бразилия), проявленные волю к победе и целеустремленность[20].
- Медаль ордена «За заслуги перед Отечеством» II степени (13 августа 2012 года) — за большой вклад в развитие физической культуры и спорта, высокие спортивные достижения на Играх XXX Олимпиады 2012 года в городе Лондоне (Великобритания)[21].
- Заслуженный мастер спорта России (5 апреля 2010 года)[22].
- Почётная грамота Президента Российской Федерации (19 июля 2013 года) — за высокие спортивные достижения на XXVII Всемирной летней универсиаде 2013 года в городе Казани[23].
- Почётный гражданин города Волгодонска (4 июня 2008 года)[24].